# السرب 117 (إسرائيل)
تشكل السرب 117 التابع للقوات الجوية الإسرائيلية، المعروف أيضاً باسم سرب النفاثات الأول (بالعبرية:טייסת הסילון הראשונה)، في 1953. جاء اسم السرب كونه أول سرب إسرائيلي يحلق بأول طائرة نفاثة تدخل القوات الجوية الإسرائيلية وهي غلوستر ميتيور نسخة (T7) ،(F8) و(FR9). وحالياً يُحلق السرب بطائرات إف-16 دي في قاعدة رمات ديفيد الجوية.

## معرض الصور

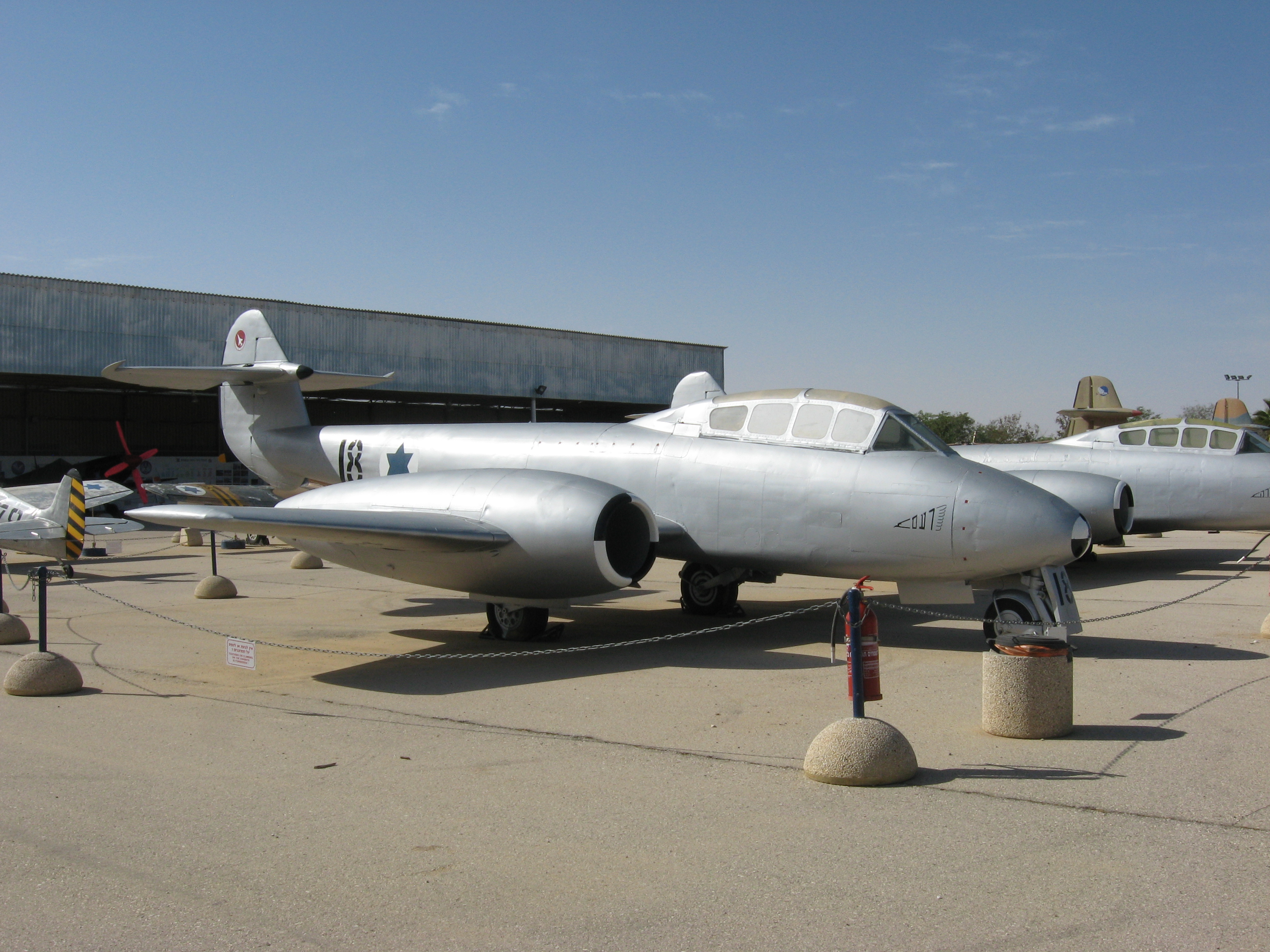
غلوستر ميتيور في متحف القوات الجوية الإسرائيلية بحتسريم كانت تابعة للسرب 117
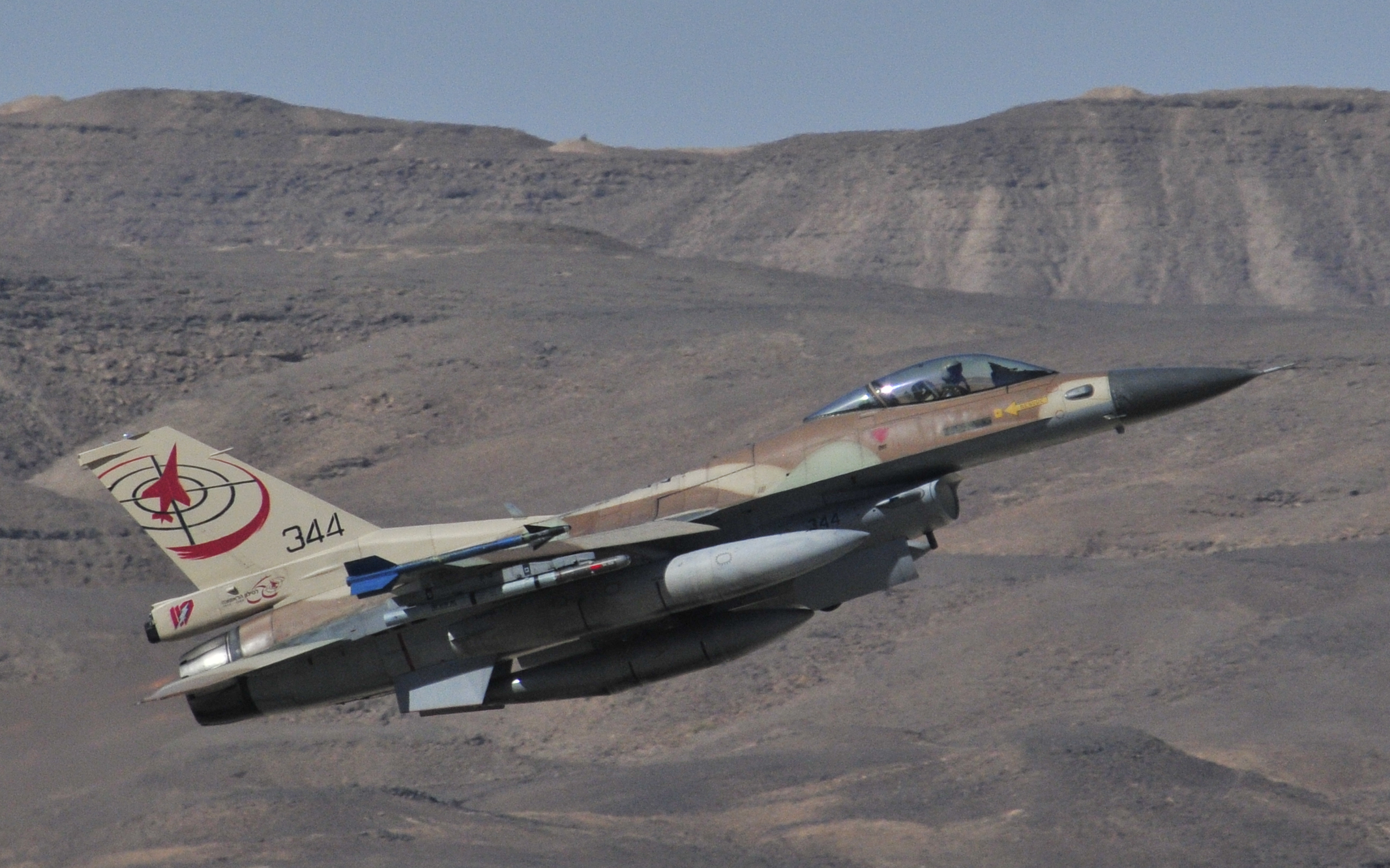
إف-16 تابعة للسرب 117 تقلع من مطار عوفدا، جنوب إسرائيل